# Отпадник (приповетка)
„Отпадник” (енгл. The Outsider) је приповетка америчког писца Хауарда Филипса Лавкрафта, написана 1921. и први пут објављена у часопису Weird Tales у априлу 1926. године. У овом делу, мистериозна особа која живи сама у замку целог свог живота одлучује да се ослободи у потрази за људским контактом и светлошћу. „Отпадник” је једно од Лавкрафтових најчешће прештампаваних дела, а такође је и једна од најпопуларнијих прича икада објављених у часопису Weird Tales.
Приповетка комбинује хорор, фантастику и готичку фикцију како би се створила кошмарна прича, која садржи теме усамљености, нечовечности и загробног живота. Епиграф приче потиче из песме „Вече Свете Агнес” Џона Китса из 1819. године.

## Радња
Приповетка је написана у наративном стилу у првом лицу и детаљно описује јадан и наизглед усамљен живот приповедача, за кога се чини да никада није ступио у контакт са другом особом. Прича почиње приповедачевим објашњењем сопственог порекла. Његово сећање на друге је нејасно и чини се да не може да се сети ниједног детаља своје личне историје, укључујући ко је или одакле је пореклом. Приповедач прича о свом окружењу: мрачном, пропадајућем замку усред „бескрајне шуме” високог дрвећа које блокира сунчеву светлост. Никада није видео природно светло, нити неко друго људско биће, и никада се није усудио да изађе из куће налик затвору у којој сада живи. Једино знање које приповедач има о спољашњем свету је из читања „античких књига” које се нижу зидовима његовог замка.
Приповедач говори о својој коначној решености да се ослободи онога што сматра затвором. Одлучује да се попне порушеним степеницама високе куле замка које су му, чини се, једина нада да види небо. На месту где се степенице завршавају у рушевинама, приповедач почиње дуго, полако да се пење уз зид куле, све док на крају не пронађе отвор на плафону, који гурне нагоре и попне се кроз њега. Запањујуће, он се не налази на великој висини коју је очекивао, већ на нивоу тла у другом свету. Са призором пуног месеца пред собом, он изјављује: „До мене је дошла најчистија екстаза коју сам икада спознао.” Обузет емоцијама које је осетио гледајући оно о чему је – до сада – само читао, приповедач креће у своје ново окружење. Схвата да се налази у старој црквеној порти, и одлута на село пре него што на крају наиђе на други замак.
Током посете замку, који му је „излуђујуће познат”, приповедач види окупљање људи на забави. Жудећи за неком врстом људског контакта, пење се кроз прозор у собу. Када уђе, људи унутра су ужаснути. Они вриште и колективно беже из собе, а многи се слепо тетурају са рукама преко очију према зидовима у потрази за излазом. Док приповедач стоји сам у просторији, а врисци забаве нестају у далеким одјецима, он се уплаши онога за шта се чини да вреба у његовој близини. Шета по соби тражећи оно што би могло бити скривено у сенци, али не налази ништа. Док се креће према једном од кутака у соби, открива неко присуство и полако му се приближава.
У свом шоку и изненађењу, он губи равнотежу и додирује створење. Ужаснут, он бежи из зграде назад у свој замак, где безуспешно покушава да се врати кроз решетку у свој стари свет. Избачен из свог старог постојања, приповедач сада јаше са „подругљивим и пријатељским духовима (гуловима) на ноћном ветру”, заувек и званично као отпадник, од тренутка када је пружио прсте према шапи створења у соби, када није осетио ништа осим „хладне и непопустљиве површине углачаног стакла” огледала.

## Инспирација
Сам Лавкрафт је у једном писму изјавио да, од свих његових прича, ова прича највише подсећа на стил његовог идола Едгара Алана Поа, написавши да „представља моју дословну, али несвесну имитацију Поа на самом врхунцу”. Почетни пасуси одражавају оне из Поове „Беренике”, док ужас на забави подсећа на сцену разоткривања у „Маски црвене смрти”.
Прича је можда делимично инспирисана и делом „Фрагменти из часописа усамљеног човека” Натанијела Хоторна, у којем човек сања да хода Бродвејем у гробном покрову, али разуме шокирану реакцију пролазника када види свој одраз у излогу.
Други предложени књижевни модел је роман Франкенштајн Мери Шели, у коме створење изазива шок када уђе у колибу: „Једва да сам пружио ногу кроз врата пре него што су деца вриснула, а једна од жена се онесвестила.” Чудовиште касније погледа у корито са водом и први пут види свој одраз.
Колин Вилсон, у књизи Снази за сан (1961), указује на приповетку „Рођендан инфанте” Оскара Вајлда, у којој се деформисани патуљак ужасава када први пут види свој одраз.
Неки критичари су сугерисали да је „Отпадник” има аутобиографске елементе и да је Лавкрафт приповедао о свом животу када је написао: „Увек знам да сам отпадник; странац у овом веку и међу онима који су још увек људи”. Енциклопедија Х. Ф. Лавкрафта сматра да је ова анализа преувеличана, али сугерише да би прича „можда могла да указује на пишчеву сопствену слику о себи, посебно на слику онога који је себе увек сматрао ружним и чија је мајка испричала барем једној особи о „одвратном лицу” свог сина.

## Анализа
Историчар хорора Лес Данијелс описао је „Отпадника” као „вероватно најбоље дело овог аутора”. Џоана Рас је похвалила „Отпадника” као једну од Лавкрафтових најбољих прича, описујући је као „поетску меланхолију”. Иако би неки могли да тврде да је Лавкрафтов „Отпадник” само хорор прича, овде су присутне претежно готичке теме које играју значајну улогу, укључујући усамљеност, нечовечност и загробни живот, које је подижу на више психолошки ниво.

### Усамљеност
Приповедач у „Отпаднику” живи у сталном стању усамљености. На почетку приче открива се да је годинама живео у замку, али да не може да се сети да је ико икада био тамо осим њега самог. Ни он не може да се сети присуства било чега живог осим „бешумних пацова, слепих мишева и паукова” који га окружују. Никада није чуо глас другог људског бића, нити је икада проговорио наглас. Његови једини сусрети са спољним светом су они које остварује читајући старе књиге које су остављене у замку.
Након сусрета са човечанством касније у причи, приповедач постаје још усамљенији него раније. Дошао је да сведочи људском животу и одмах је био избачен из њега због свог изгледа. Пошто је био изопштен из друштва за којим је жудео, он је остављен да настави да живи као самотњак. Међутим, овога пута је у још горем стању јер оно што је изгубио више није била нејасна идеја из књиге, већ опипљива ствар ван његовог домета; он је чудовиште.

### Нечовечност
У готичкој фикцији, појам „нечовечност” се односи на „готичко тело” или нешто што је само делом људско и можда у процесу да постане нешто монструозно, као што је вампир, вукодлак или у овом случају ходајући леш. Кели Хурли пише да је „нечовечни субјект не-сасвим-људски субјект, кога карактерише његова морфолошка варијабилност, који је у сталној опасности да постане неко други.”
Идеја да се „постане неко други” паралелна је са оним што се дешава у овој причи. Интензитет процеса је појачан јер читалац учи о овом преласку са људског на нељудско заједно са приповедачем који и то сам сазнаје.

## Повезана дела
Гулови се често појављују у Лавкрафтовим делима, као што је Сновита потрага за незнаним Кадатом (1926), иако су генерално веома различити од немртвих створења описаних у „Отпаднику”. У овој причи се укратко помињу Нитокрис и Нефрен-Ка. Нитокрис, легендарна краљица Египта, такође се појављује у причи „Испод пирамида” из 1924. коју су у сарадњи написали Лавкрафт и Хари Худини. Нефрен-Ка се помиње у причи „Становник таме” као фараон који је саградио „храм са криптом без прозора” на Сјајном трапезоедру, и „учинио оно због чега је његово име избрисано из свих споменика и записа”.